# Peringueyella macrocephala
Peringueyella macrocephala är en insektsart som först beskrevs av Hermann Rudolph Schaum 1853.  Peringueyella macrocephala ingår i släktet Peringueyella och familjen vårtbitare. Inga underarter finns listade i Catalogue of Life.